# 舌骨上筋
舌骨上筋（ぜっこつじょうきん）は頸部の筋肉で、舌骨に繋がる筋肉である舌骨筋のうち、舌骨を挟み上方に存在する筋肉の総称である。
舌骨上筋には顎二腹筋、茎突舌骨筋、顎舌骨筋、オトガイ舌骨筋が含まれる。